# San Luis de Palenque
San Luis de Palenque es uno de los 19 municipios del departamento de Casanare, en el oriente de Colombia.
Su área urbana está ubicada en el centro del departamento, a 95 km de Yopal, la capital del departamento, y a 446 km de Bogotá, la capital del país.
Su jurisdicción tiene una extensión de 3052 km², equivalente a un 6,82 % de la superficie total de Casanare, y su población es de 6982 habitantes.[cita requerida]
La ganadería es la actividad principal que se desarrolla; sin embargo, el municipio también ve reflejado su potencial en el sector minero energético dada la explotación de hidrocarburos que allí se realiza.
Las condiciones biofísicas del municipio de clima cálido, en sabanas inundables de la Orinoquía, ricas en diversas especies de flora y fauna y recursos hidrobiológicos, son parte del patrimonio y riqueza natural del municipio.

## Geografía
San Luis de Palenque se considera de clima cálido húmedo, pues su altitud varía entre los 175 m s. n. m. y 125 m s. n. m.; las precipitaciones anuales son próximas a los 2000 mm (1914 mm), y las temperaturas, superiores a los 24 °C.
Se localiza en la zona de vida denominada bosque húmedo tropical, la cual corresponde a áreas con altitudes inferiores a 1000 m s. n. m., con temperatura de 24 °C y de 2000 a 4000 mm de precipitación anual.

### Geología
El municipio de San Luis de Palenque está localizado sobre la llamada cuenca de los Llanos Orientales de Colombia, la cual se ubica entre la Cordillera Oriental y el escudo de la Guyana.
Sus límites son los siguientes: al sur, la saliente del Vaúpes o Arco del Guaviare y la Serranía de la Macarena; al oriente, el Escudo de la Guyana; al occidente el Piedemonte de la Cordillera Oriental; y al norte se relaciona geográficamente con la cuenca de Barinas-Apure de Venezuela.

### Hidrografía
El municipio se encuentra en la cuenca hidrográfica correspondiente al río Meta. Esta se subdivide en tres sectores:
- Meta Alto, desde el nacimiento hasta Puerto López.
- Meta Medio, desde Puerto López a la desembocadura del río Casanare.
- Meta Bajo, desde la desembocadura del río Casanare a la desembocadura del río Meta en el Orinoco.

También llegan aguas a la subcuenca del Meta medio, de cuatro áreas que se han denominado las cuencas del Pauto-Guanapalo: Duya-Flor amarillo, Guirripa y Cravo sur, que involucrarían las corrientes que drenan sus aguas a estas corrientes.
Un tramo de la parte media del río Meta, de unos 14 km aproximadamente, es el límite oriental del Municipio de San Luis de Palenque con el Vichada, los suelos aledaños a este son de primera categoría y su importancia radica en el impulso del desarrollo del Llano a través del intercambio de productos y el turismo.
- Cuenca de los ríos Pauto-Guanapalo: la cuenca del Pauto se subdividió en alta, media y baja, siendo de nuestro interés la parte baja;[3] sin embargo, observando lo interconectados que se encuentran los caños entre esta corriente y los que drenan hacia el río Guanapalo, se definió llamar esta cuenca Pauto - Guanapalo.

El río Pauto es parte del límite natural entre el Municipio de San Luis de Palenque y Trinidad; y San Luis de Palenque y Pore. En el Municipio de San Luis de Palenque esta cuenca es casi una sola junto con el río Guanapalo y cuenta con una superficie aproximada de 2100,27 km² localizada hacia el nororiente del municipio, pasando por las veredas de El Romero, Las Calles, Gaviotas, El Garrancho, La Esperanza, El Caimán, El Merey, Palestina, Santa Ana, El Saman, San Francisco, La Nevera, Venturosa, Platanales, La Riverita, Ulere y Guaracuras.
Los afluentes del río Pauto sobre el territorio del municipio de San Luis son pocos, debido a que por ser una zona con pendiente hacia el sureste, la mayoría de caños discurren subparalelos a su cauce desembocando en el río Meta.
El río Pauto es de gran importancia para al municipio de San Luis de Palenque, por ser una de las principales fuentes de abastecimiento de agua para las actividades económicas desarrolladas y, en época de escasez o sequía, la población ribereña y del casco urbano se provee del río; al ser vía de comunicación permanente entre Casanare, Vichada y Meta sus suelos más fértiles son atracción para la población que se ha asentado a su alrededor.[cita requerida]

## Límites del municipio
- Norte: con el río Pauto y los municipios de Trinidad y Pore
- Sur: con el Municipio de Orocué
- Oriente: con el río Meta y departamento del Vichada
- Occidente: con los municipios de Yopal y Nunchía.

## División político-administrativa
Además de su Cabecera municipal. San Luis de Palenque tiene bajo su jurisdicción los centros poblados:
- Jagüeyes
- Miramar de Guanapalo
- Palmar de Guanapalo

### Veredas
Además, tiene constituido 45 veredas, que son: Bocas Del Ulere, Algodonales, Arenitas, Barquereña, Cabuyaro, Cristo Rey, El Merey, El Morichal, El Romero, El Socorro, Garrancho, Gaviotas, La Bendición, La Esperanza, La Selva, Las Calles, Las Cañas, Los Patos, Macuco, Palestina, Palmarito, Pirichigua, Riverita, Samán,San Francisco, San Rafael de Guanapalo, Santa Hercilia, Santana, Sirivana.

## Historia

### Fundación e inicios
El Municipio de San Luis de Palenque, Casanare, fue fundado el 15 de agosto de 1953, en la margen derecha del río Pauto, sobre un meandro, en el sitio conocido como Barrancopelao o Barrancón, tres kilómetros al oriente de la Vereda Macuco, donde existía la finca La Albana de propiedad de la señora Basilia Colina. Todo en terrenos del hato San Rafael de Guanapalo (que aun existe) antes llamado Pescadero. Posteriormente se erigió en municipio, mediante el Decreto 295 del 29 de julio de 1954, el cual además, suprimió a Trinidad como Municipio y lo anexó a San Luis de Palenque con categoría de Inspección de Policía.[cita requerida] El sitio correspondía a una banqueta ubicada en sentido longitudinal al río, con una laguna, ubicada al noroccidente, que permanecía incluso durante todo el verano.
El Municipio se formó, con un grupo aproximado de setenta familias, provenientes especialmente de Guanapalo, lugar de concentración de familias que buscaban la protección del ejército al mando de dos oficiales: el teniente Hugo Gamboa Ramírez y el subteniente Carlos Eduardo Cortes Ahumada en la época denominada de la violencia. El gestor de su fundación, fue el Teniente coronel Luis Alejandro Castillo Rodríguez comandante con sede en Yopal (Casanare) del grupo de caballería n.º 1 Páez. los fundadores fueron el teniente Hugo Gamboa Ramírez Y el subteniente Carlos Eduardo Cortés Ahumada quien años después registraría este acontecimiento en la obra literaria Desde la orilla opuesta que ha llegado a ser único documento histórico. Allí figuran como principales testigos en representación de las familias llaneras que los acompañaron, los nombres de quienes serían los primeros habitantes del municipio de San Luis de Palenque. El periódico ACORE —Órgano de la Asociación Colombiana de Oficiales en retiro de las Fuerzas Armadas— de agosto de 1998 registra también en forma destacada la fundación de la población llanera y los nombres de sus dos fundadores. Las casas fueron construidas en piso de tierra, paredes de bahareque, techo de palma, horcones de sarare y paredes de adobe, en general, teniendo en cuenta los materiales disponibles en los alrededores.
Las fiestas tradicionales de la población se celebran cada año el día 24 de diciembre, pero las primeras se celebraron el 8 de diciembre de 1954, fecha en que se celebran las fiestas de Trinidad en razón a que este había sido suprimido como Municipio. Se han seguido celebrando el 24 de diciembre, mientras el aniversario de la fundación, al igual que las fiestas patronales del municipio, se celebra cada 15 de agosto.
Una vez medidos los lotes para las viviendas, se dejó espacio para el colegio y se construyeron en lámina de aluminio, prefabricada, la alcaldía, el centro de salud, la escuela y la iglesia. Se hicieron letrinas comunales a la orilla del río y se construyó un aljibe al cual se le instaló un molino de viento a manera de acueducto.[cita requerida]
El primer alcalde fue el Subteniente del Ejército Julio Fernando Bernal Petrelli, el primer alcalde civil fue Luis Francisco Sánchez en 1957, quien además fue alcalde y juez en Trinidad con anterioridad.[cita requerida] El primer alcalde popular fue Arnulfo Torres Rodríguez en 1991.
La primera escuela funcionó a cargo de Ana Julia Galvis Rivera con 18 alumnos, una de las cuales era Delia Betancourt, madre del anterior alcalde Reinel Pérez Betancourt.[cita requerida] Por su parte, el Colegio de la Presentación fue fundado en 1961 por las Hermanas de la Presentación con un personal de 120 niñas, de las cuales 38 eran internas. Actualmente el colegio es dirigido por la Hna. Efigenia Buitrago.

## Economía

### Sector primario

#### Ganadería
La ganadería es la actividad principal que se desarrolla en San Luis de Palenque, es de bajo nivel tecnológico, pero con mínimas cantidades de productos agroquímicos y ningún consumo de piensos o concentrados, lo que las hace gustosa, de sabor particular y lo que la hace factible para la producción ecológica de carne bovina, que a su vez ofrece las posibilidades de participación en mercados que se proyectan, a su vez, la baja tecnología implica que se requieran grandes cantidades de tierra y existen predios de más de 1000 ha, sin embargo, los entes administrativos departamentales y municipales han impulsado y direccionado programas y proyectos tendientes a la modernización ganadera y a la intensificación de la tecnología, con lo cual en el largo plazo pretende disminuir el tamaño requerido para el hato bovino.
San Luis de Palenque es uno de los Municipios con mayor cantidad de vacas de ordeño de Casanare [cita requerida], las razas utilizadas en esta producción son el Cebú, criollo por Pardo y Holstein.
Estructura del Hato bovino municipal
El Hato está estructurado con predominio de las hembras mayores a los 3 años, seguida por las crías menores a 1 año, esto ocurre porque la ganadería es de cría en sistema de producción extensivo; en correspondencia existe una selección del ganado hembra que se retiene para la reposición del hato, razón por la cual, existe una cantidad similar tanto para las hembras de levante como para las novillas de vientre.
Pese a la importancia del ganado macho que se produce, los volúmenes que se retienen son más bajos debido a que estos animales se comercializan para la consecución de ingresos que permitan la compra de bienes, servicios y seguridad alimentaría de las familias ganaderas, es así como a la etapa adulta llega una cantidad insignificante comparada con el tamaño del hato pero importante y significativa para la economía municipal y departamental, de la cual es selecciona para mantener los ciclos reproductivos naturales en las amplias sabanas naturales del territorio municipal.
Razas bovinas
En el municipio predomina el ganado cebú y los cruces con el ganado criollo casanareño para la producción de carne. Los cruces genéticos de cebú por criollo han favorecido la ganadería que han tomado la rusticidad y vigor híbrido de la raza criolla con la producción cárnica que genera el cebú. El cruce obtenido de cebú por criollo se ha adaptado muy bien a las condiciones de sabanas inundables. Las razas criollas tienen una gran importancia para el desarrollo de la ganadería en el municipio. Los porcentajes de mestizaje con ganado cebú, han aumentado a tal punto que la raza criolla tiende a desaparecer y con ella no solo su resistencia genética y germoplasma que hace parte del material genético de las once razas criollas colombianas con 500 años de adaptación al medio adverso de la topografía colombiana y para este caso de los llanos colombianos y también su buen rendimiento en producción de carne en las sabanas inundables.
Especies menores
La piscicultura se ha desarrollado positivamente en el Municipio, existen estanques para la producción de cachama y tilapia principalmente y productores que comercializaron en fresco los excedentes de la producción en el Municipio. Para la avicultura se tienen aves de postura y aves de engorde, para autoconsumo. La porcicultura es de autoconsumo, este Municipio es uno de los principales en la producción de cerdos de manera tradicional.

#### Sector agrícola
- Caña: el cultivo se localiza en las veredas de Santa Hercilia, Merey, Morichal, Palestina, La Selva y Las Cañas.
- Cítricos: el cultivo se localiza en las veredas de La Esperanza, el Socorro, Morichal, El Merey, Palestina, El Garrancho.
- Plátano: el cultivo de plátano se localiza de manera global en todo el Municipio, pero sobresale la producción de las veredas Romero, Garrancho, Las Calles y Gaviotas.
- Yuca: el cultivo de la yuca se realiza en extensiones muy pequeñas, este producto es utilizado para el autoconsumo y el excedente generado es comercializado. se encuentra localizado de manera global pero sobresale la producción en las veredas de Socorro, Macuco, La Selva y Santa Hercilia.
- Algodón: el cultivo de algodón es un producto nuevo que registra datos únicamente desde el año 2004.
- Arroz: en el Municipio existen dos maneras de producción del arroz:
- Arroz de riego: este cultivo se encuentra localizado en las veredas de Romero, Barquereña, y La Esperanza.
- Arroz secano: este cultivo se localiza en las veredas de Macuco, Barquereña, Santa Hercilia, Garrancho, San Rafael de Guanapalo, Las Calles y Gaviotas.
- Maíz: el cultivo de maíz tradicional es localizado de manera global en el Municipio y es utilizado para la alimentación de animales domésticos, pero se destaca la producción de las veredas de Santa Hercilia, La Selva, Garrancho, Merey, Palestina y Las Cañas.

#### Sector minero y energético
El municipio recibe regalías, por la explotación de hidrocarburos que se da en este. Algunos como Estación Cravo Sur, Estación Barquereña, Pozo Toruno, etc.

### Sector Industrial
El Municipio no presenta consolidación de empresas dedicadas a la transformación de materias primas.

### Sector terciario
- Comercio: el Municipio presenta una concentración comercial en el casco urbano, este sector se encuentra representado por establecimientos dedicados a diferentes actividades, la actividad comercial predominante son las tiendas y almacenes de víveres, seguido de los establecimientos de venta de licores como los bares, discotecas, cantinas y estaderos, como se puede apreciar el sector comercial se encuentra representado por la venta de víveres y la prestación de servicios, a pesar de la consolidación de nuevos establecimientos continua predominado el comercio de servicios.
- Sector Solidario: se encuentran constituidas organizaciones pertenecientes al sector solidario, estas se han constituido alrededor de las diferentes actividades económicas, culturales, profesionales que se desarrollan en el Municipio, las organizaciones presentes en el Municipio son Comité Municipal de Ganaderos de San Luis de Palenque, Corporación Folclórica El Gaván de Oro, Cooperativa Multiactiva Agropecuaria, "Asociación de Padres de Familia del (Los) Restaurantes Escolares, Asociación Juvenil Sol Naciente, Corporación Folclórica Los Angelitos, entre otras.

Las veredas de Santa Hercilia, Arenita y Palestina cuentan con asociaciones inscritas como juntas comunales y juntas de vivienda, ante la cámara de comercio de Yopal. En el municipio, la Defensa Civil Colombiana hace presencia con sus 20 voluntarios, los servicios que presta son apoyo en eventos deportivos, culturales, salvamento, búsqueda y rescate, participación en las diferentes emergencias, capacitaciones en áreas de prevención y planes escolares, brigadas de salud, acciones cívicas comunitarias.

## Ecología

### Vegetación
El área territorial de San Luis de Palenque corresponde a la formación vegetal bosque tropical, específicamente a la denominada “sabana”, las cuales se localizan por debajo de los 300 m s. n. m., (IGAC 1993, Contraloría Departamental 1998). La temperatura media anual es de 26 °C, precipitación promedio anual de 1819 mm y ubicado a una altitud promedio de 170 m s. n. m.
La formación vegetal de bosque tropical corresponde a terrenos inferiores a los 1000 m de altura, ocupa el paisaje de piedemonte y de planicie.
Dentro de esta formación vegetal se incluyen las sabanas: las cuales ocupan el total de la extensión territorial y se localizan por debajo de los 300 m de altitud, la cobertura vegetal dominante son las gramíneas y algunos relictos boscosos como matas de monte y morichales, y los corredores boscosos que bordean los cauces de los ríos y caños. Predominan las sabanas inundables. Los bosques de galería están compuestos por numerosos arbustos, bejucos y especies herbáceas. En la formación vegetal de sabana se definen unos tipos especiales de vegetación.
- Morichales: son formaciones vegetales compuestas por palma de moriche, Maurita flexuosa, en las áreas correspondientes a caños y bajos de características pantanosos y en zonas de transición de sabana y matas de monte o bosque de galería. Los más representativos para el departamento se encuentra entre el río Ariporo y el caño de Pica Pica, sin embargo, es frecuente localizarlos en todo el territorio departamental y en el área inundable del municipio de San Luis de Palenque.
- Mata de Monte: corresponde a parches de vegetación arbórea formadas en ligeras depresiones o áreas con nivel freático alto en medio de las sabanas y aislados de los bosques de galería.
- Vegetación de Zurales: en ellos domina la vegetación de pastos, desarrollada sobre montículos o columnas de 40 a 70 cm de altura, separados entre sí por estrechas zanjas en sitios húmedos.

Las coberturas boscosas, generalmente se desarrollan a lo largo de los cauces de agua denominadas comúnmente “bosques de galería”, los cuales presentan mejores suelos gracias a la inundabilidad y abnegaciones de los cauces de agua que favorecen el arrastre de material orgánico, situación que no se da en las sabanas altas.
- Especies vegetales: de acuerdo a su uso se puede clasificar de la siguiente manera:
- Maderable: cafetero, abejón, cañaguate, floramarillo, florblanco, gualanday, algarrobo, cañafistolo, palo de aceite, alcornoque, ceibo, guayabo de monte, ceibo, guayabo de monte, cedro, guamo chineo, nauno, yopo guayacán, yopo, guaimaro, mora, varasanta, camoruco, indio desnudo.
- Madera: yaruma, laurel, guamo.
- Madera de viento: caucho, lechero, higuerón, guarataro.
- Frutal: jobo, merey, chirimoyo, Maracay, madroño, tuno, tuno negro, tuno rojo, guamo.
- Protector: malagueto, bototo, cordoncillo, tachuelo, guacimo, guarataro, yarumo.
- Protector agua: gaque, bijao.
- Medicinal: seje, algarrobo, palo cruz, palo de aceite, bejuco chaparro, chaparro, laurel, mastranto, caruto, ortigo.
- Artesanías: moriche, achote, ojo de buey, caruto.
- Construcción: caña brava, guafa.

### Fauna silvestre
Para Casanare se considerarán tres grandes hábitat: bosques, sabana y humedales, en los cuales se sitúan las diferentes especies adaptadas a las adversas condiciones de la sequía y abnegaciones del invierno. La mencionada adaptación no es la misma, para las diferentes especies, sí no que cada grupo taxonómico tiene un comportamiento distinto según sus requerimientos de alimento, refugio, agua, descanso y sitios de reproducción (árboles para nidos, cavernas, árboles huecos, etc., dependiendo de la especie).
Herpetofauna
Con relación a la herpetofauna, específicamente a anfibios, los cuales evolutivamente se consideran el grupo más primitivo y los primeros colonizadores, estos dieron origen a los reptiles, aves y mamíferos. Se caracterizan por ser pequeños, de piel húmeda y lisa que necesitan de hábitat húmedos para subsistir, porque la desecación de su piel le produce una muerte rápida, debido a que parte de su respiración es cutánea. Por esta razón, la mayoría de estas especies son nocturnas. En esta especie se encuentran: ranas, cascabeles, mapana, coral, tragavenados, guió perdicero, culebra de agua, caimán, cachirre, baba, charapa, mata mata, terecay, galápago llanero, morrocoy sabanero, morrocoy anaranjado, mato pollero, lagartija, iguana.
Avifauna
Este amplio grupo habita en diversos hábitats, ya sean abiertos, boscosos, humedales, ecotonos, etc. Las conocidas como zancudas que se destacan por vivir en los distintos niveles de los humedales, se dispersan por toda la formación vegetal de la sabana; en verano, es normal presenciar como bandadas de estas especies se van concentrando a orillas de las fuentes de agua y muy común observar durante esta época a orillas de los caños el desfile de especies formando un curioso cinturón a lo ancho del mismo y avanzar pescando, a lo que señalan los llaneros que las aves están chinchorreando. Las garzas, son uno de los grupos muy importante dentro de los ecosistemas de Casanare y de la mayoría de los municipios, su gran mayoría es de hábitat abiertos y encharcables, otras de hábitat forestales, boscosos inundables, bancos, bajíos, borales,
Existen especies de hábitos nocturnos, vespertinos y crepusculares; las nocturnas se caracterizan por procesos más lentos en su desarrollo. También las hay insectívoras, nectívoras, frugívoras, carnívoras, rapaces, necrófagos y otras. Los necrófagos son muy importantes pues se encargan de mantener limpios los hábitats. La exuberante águila pescadora es un ave rapaz que se especializó en la captura de peces la cual es ampliamente conocida en la región.
En los grandes hábitats abiertos de la sabana se destacan las bandadas de granívoras, como las perdices, palomas y los semilleritos y el canto de los aguaticaminos, alcaravanes, los atrapamoscas y también se visualizan especies de parásitas como el tordo mirlo.
Para el hábitat conformado por los diferentes estratos boscosos y teniendo en cuenta su mayor complejidad ecosistémica, su estructura y composición florística generan un hábitat con diversidad de nichos y por ende posee mayor capacidad de albergar diversidad de aves que en los hábitats abiertos de la sabana, a lo cual se suman el ecotono, es decir el área de transición entre el bosque y la sabana abierta. Se localizan especies que utilizan el suelo, el espesor del bosque, el sotobosque y ecotono, bosque de galería, rivera de caños, huecos y cavidades arbóreas, a su vez, los recursos del bosque como flores, frutos, son visitados por diversas especies en busca de recursos alimenticios.
La avifauna es la taxa más conocida para el departamento y para el municipio, la información básica se obtiene principalmente de los estudios de impacto ambiental que generan las compañías petroleras. Para el área municipal se señalan 119 especies representadas por 42 familias, de acuerdo a la revisión bibliográfica realizada y al análisis hábitat-fauna. Es importante destacar la alta presencia de especies acuáticas y subacuáticas, situación que favorece la inundación que presenta la sabana anualmente.
Como se mencionó anteriormente no existe la información precisa, por tanto, se presenta una lista con las especies probablemente presentes y que con la revisión de la metodología Hábitat - fauna se señala con certeza que existe en algunos de los tres grandes hábitats en que se están localizando las especies faunísticas: Humedal, sabana y bosques.
Las especies más representativas de la avifauna del municipio: cotúa olivacea, cotúa aguijita, cotúa zamura, garza ganadera, pájaro baco, chusmita garza morena, mirasol, guaco, chicuaco cuello gris, garza azul, garza silbadora, garza blanca, tara o zamurita, corocora roja, garza paleta, corocora negra, gabán, gabán huesito, cigüena, gabán peonía, garzón soldado, gabán goliyúo, pato cuchara patos brasileros, pato güire, pato cariblanco, zamuro, oripopo, oripopo cabeza, amarilla menor, cernícalo, gavilán caracolero, gavilán tejé, gavilán habado, gavilán gris, primito, gavilán colorado, galapaguero, gavilán pita venado, colorado, gavilán zancón, águila pescadora, caricare sabanero, chiriguare, caricare encrestado, guacharaca, carrao, tirana, gallito de agua, alcaraván, alcaraván de corbata, alcaravancito, alcaraván playero, playero coleador, tin-güín, playero de rabadilla blanca, viuda patilarga, viudita, guerere, dara/alcaraván rayado, guanaguanare fluvial, gaviota pico amarillo, pico de tijera, paloma colorada/paloma montañera, paloma sabanera, tortolita grisácea, torcaza, tortolita rojiza, palomita maraquita, paloma turca, paloma pipa, guacamaya, periquito azul, periquito gargantianaranjado, guacamayo bandera, perico cara sucia, loro real, periquito, mastrantero, cascabelito, chenchena, guacharaca de agua, garrapatero común, garrapatero curtidor, nictibio grande, pereza, aguaitacamino común, vencejo grande martín pescador grande, matraca, martín pescador matraquero, martín pescador pequeño, martín pescador selvático, tucuso barranquero, bobito, carpintero real, barbirrayado, carpintero habado, coicorita, hormiguero copetón, viudita acuática atrapamoscas sangre de toro, atrapamoscas jinete, pitirre chicharrero, pitirre gris atrapamascos pechiamarillo, cristofué, atrapamoscas pechirrayado, titirijí lomicenizo titirijí cabecicenizo, atrapamoscas copete amarillo, cucarachero currucuchú, cucarachero chocorocoy, cucarachero común, paraulata llanera, paraulata del orinoco chirito picón, chirito de chaparrales, arrendajo común, arrendajo negro llanero, tordo negro, tordo mirlo, turpial común, ronzalito, tordo maicero, tordo pechirrojo, perdigón, reinita de charcos, reinita gorro gris, canario de mangle, reinita común curruñatá saucito, azulejo de jardín, sangre de toro apagado, lechosero ajicero, cardenal bandera alemana, canario de tejado.
Mamíferos
Los mamíferos son un importante grupo en los ecosistemas tropicales, juegan un papel clave en el mantenimiento y regeneración natural de los bosques, mediante los procesos de dispersión de semillas, polinización, folivoría y frugivoría. Muchas de las especies, principalmente, grandes carnívoros y primates han sido usados como especies emblema o sombrilla para promover la conservación de los ecosistemas tropicales, por ello, los mamíferos se han convertido en importantes herramientas de conservación y de enlace entre la comunidad científica y el público en general.
Especies de mamíferos más representativas en el municipio: baquiro careto, cajuche, chácharo, venado caramerudo, zorro sabanero, zorro cangrejero, tigrillo (canaguaro), gato cervante, perro de agua (nutria), tonina armadillo común, cachicamo, cachicamo sabanero, chucha gris común, chucha sabanera, chucha de agua, pabipelao, chigüiro, ardilla, cuercoespín (erizo), picure, guatín, ñeque, picure, lapa, tinajo, oso hormiguero palmero, oso palmero, oso hormiguero amazónico. oso melero, mico maicero (cariblanco), mono, ardilla (tití) araguato (mono colorado), rata arrocera, ratón casero, ratón de campo, murciélago.

## Turismo

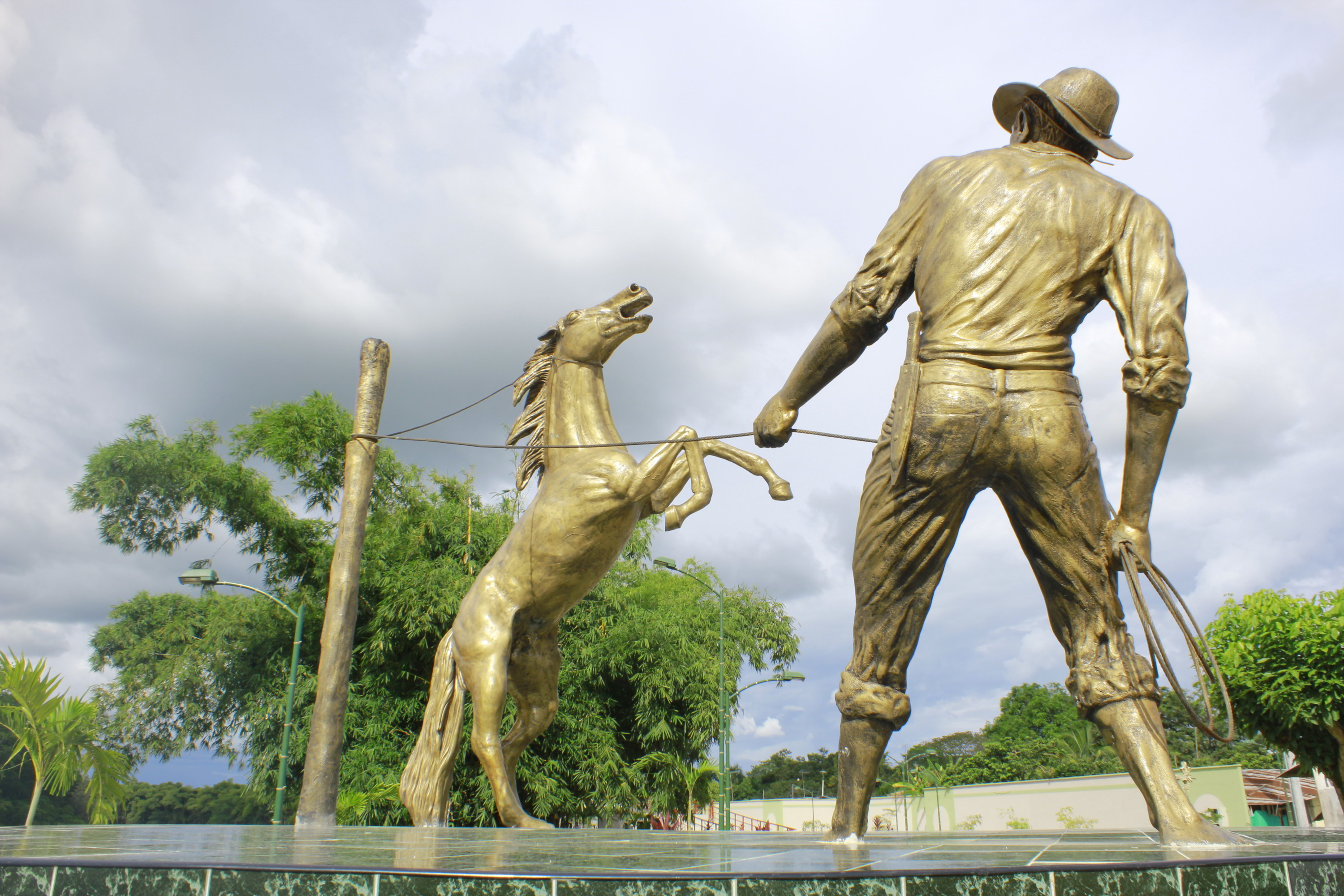
Monumento al Llanerazo en el malecón

### Atractivos turísticos
El recorrido se realiza en voladoras que llegan y se van por el río Pauto, que es su principal atractivo turístico y el medio más rápido para llegar al casco urbano de San Luis.
Hoy en día este municipio está avanzando en lo relacionado con el sector turístico. Ahora se cuenta con el "Safari Llanero" en el cual se hace un recorrido apreciando la biodiversidad de llano como sus paisajes y su exótica fauna.

### El Malecón Ecoturístico
El Malecón es un gran atractivo turístico adornado de jardines y guaduas, que tiene varias etapas para visitar y apreciar, como la estatua al llanero, dos fuentes y dos miradores que permiten apreciar el majestuoso río pauto.
Se puede practicar la pesca y acampar en el río Guanapalo.

### Festividades
El Municipio de San Luis de Palenque tiene dentro de sus manifestaciones culturales más representativas las siguientes:
- El Festival folclórico el Gaván de Oro: evento de rescate, fomento, divulgación e intercambio cultural con otros países y departamentos, celebrado del 15 al 17 de agosto.
- El Festival de Danza Folclórica y la Poesía Colombiana en las instalaciones del Colegio La Presentación.
- Las fiestas patronales y evento ferial, deportivo y cultural ExpoPalenque.
- El Festival folclórico El Chalán en la vereda San Rafael de Guanapalo.
- El festival folclórico infantil y de adultos "Los Angelitos" en la vereda Santa Hercilia.
- El chorrosco de oro en la vereda riverita.

San Luis de Palenque ha sido reconocida, departamental, nacional e internacionalmente, por tener entre sus habitantes a los ganadores de tres versiones del Llanerazo, situación que ratifica su idiosincrasia llanera y su reconocimiento mundial.[cita requerida]

### Otros
San Luis de Palenque cuenta con una sola institución educativa de carácter oficial, el Instituto Técnico Educativo La Presentación hasta 2018 de ahí en adelante se llama Instituto Técnico Francisco Lucea. Este colegio es manejado principalmente por las Hermanas de La Presentación.
El municipio cuenta con una estación de radio local, Palenque Estéreo, que transmite a través del FM. Además, cuenta con la señal de varias emisoras de radio de Yopal, Pore, Paz de Ariporo y Trinidad. Usualmente, las estaciones más escuchadas son, además de la emisora local, la Emisora del Ejército (Yopal), Caracol Radio (Yopal), RCN La Voz de Yopal (Yopal), Violeta Estéreo (Yopal), Manare Radio (Yopal), la Emisora de la Policía (Yopal), Tropicana Estéreo (Yopal - Tauramena), Trinidad Estéreo (Trinidad), Radio Nacional de Colombia (Yopal) e Histórica Estéreo (Pore). También se pueden sintonizar Piedemonte Stereo (Labranzagrande), Café Estéreo (Támara) y, en ocasiones, en AM desde Bogotá, las emisoras Antena 2, RCN Radio, W Radio, La Cariñosa, Caracol Radio y Radio Recuerdos.
El servicio de televisión es prestado por una pequeña asociación de televisión por cable que opera los canales nacionales y algunos internacionales. Además, se pueden sintonizar los canales Caracol TV y RCN en los canales 12 y 10 respectivamente, señal proveniente desde la antena ubicada en los cerros de Yopal. También llega desde Yopal la señal de Canal Uno, Señal Colombia y Señal Institucional.
Por su parte, circula en el pueblo el diario El Tiempo, de tirada nacional.
San Luis de Palenque también cuenta con cobertura de telefonía móvil. Claro es la única empresa con antena instalada en el casco urbano, siendo la empresa más popular entre los pobladores. También hay señal de Movistar y Tigo desde Trinidad. El servicio de telefonía fija es prestado exclusivamente por Movistar. Por su parte, el servicio de televisión por suscripción es operado por una pequeña empresa local de carácter comunitario.

## Vías de comunicación
- Aéreas: el Municipio tiene dos de las once pistas aéreas del departamento.
- Terrestres: a San Luis de Palenque, se puede acceder por vía terrestre pavimentada desde Yopal, así mismo se puede continuar con el trayecto en iguales condiciones hasta el Municipio de Trinidad. A nivel intermunicipal San Luis se comunica con Orocué tomando la vía a Yopal hasta encontrar la bifurcación en el sector de Guanapalo, y desde allí tomar rumbo al oriente hacia Orocué en un trayecto, donde su vía es en un 90 % destapada y con fuertes dificultades de transitabilidad en época de invierno.
- Fluviales: el río Pauto y el río Guanapalo son las vías fluviales más importantes del Municipio; el desplazamiento por el río lo prestan motorcanoas y chalupas.

## Personas ilustres
- Orlando "El Cholo" Valderrama: famoso cantautor de música llanera y ganador del Grammy latino en la categoría de mejor álbum de música folclórica. Aunque nació en Sogamoso (Departamento de Boyacá) el 23 de agosto de 1951, a los pocos días de nacido fue llevado a una finca en la vereda Gaviotas del municipio de San Luis de Palenque.
- El Llanerazo: es un hombre que representa el llanero auténtico, en su forma de vestir, en los quehaceres del Llano, en la cultura; hablar con él es aprender de una fuente viva lo que es "el Llano".[4]